# Kuzmice, Trebišov
Kuzmice este o comună slovacă, aflată în districtul Trebišov din regiunea Košice. Localitatea se află la altitudinea de 168 m deasupra n.m., se întinde pe o suprafață de 13,54 km2 și în 2017 număra 1.692 de locuitori.

## Istoric
Localitatea Kuzmice este atestată documentar din 1270.

## Demografie
| An:                | 1994 | 2004    | 2014   | 2024   |
| ------------------ | ---- | ------- | ------ | ------ |
| Număr de persoane: | 1404 | 1651    | 1710   | 1744   |
| Diferență:         |      | +17,59% | +3,57% | +1,98% |

| An:                | 2023 | 2024   |
| ------------------ | ---- | ------ |
| Număr de persoane: | 1732 | 1744   |
| Diferență:         |      | +0,69% |